# Art corporel

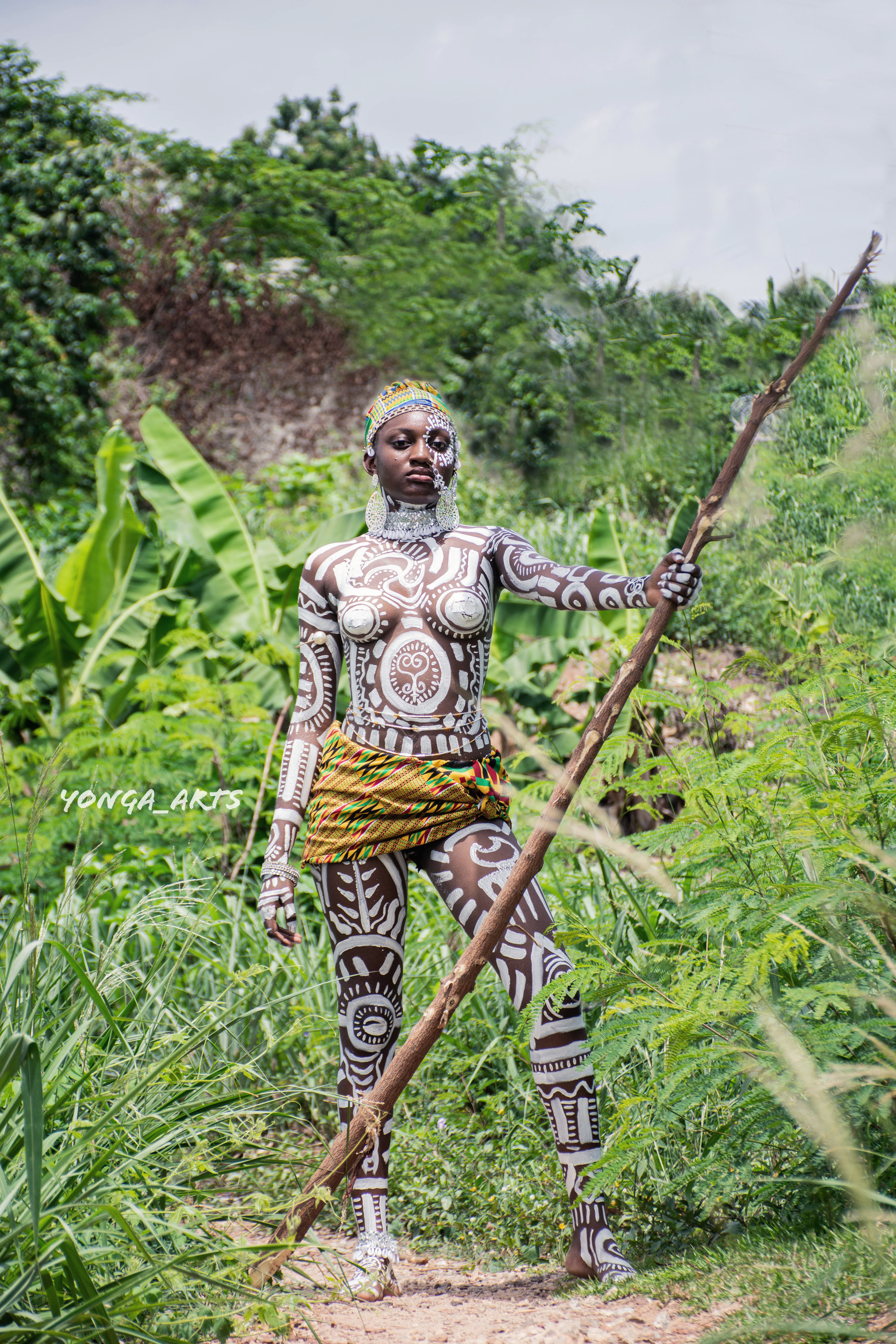
Peinture corporelle, par Oscar Korbla Mawuli Awuku.

Pour les articles homonymes, voir Body Art.
L'art corporel (appelé parfois body art pour qualifier un courant avant-gardiste) est un ensemble de pratiques et de dispositifs qui placent le langage du corps au centre d'un travail artistique.
Dans certains cas, l'artiste fait de son corps une œuvre d'art à part entière.
Les concepts entre autres de performance, d'installation et de contextualisation nourrissent ces créations qui transforment profondément l'art contemporain à partir des années 1950.

## Art corporel etbody art: une histoire complexe
L'expression anglaise « body art » émerge dans le vocabulaire des critiques d'art au cours des années 1960 : à cette époque, le body art labellise un ensemble de pratiques liées principalement à des performances au cours desquelles sont repoussées — voire transgressées — certaines limites, manifestations résolument avant-gardistes et l'endroit de nombreuses polémiques. Des critiques comme Bernard Teyssèdre et François Pluchart ont recours à des expressions comme « body as art », ou « Art corporel » (avec une majuscule) pour décrire le travail d'artistes comme Gina Pane au début des années 1970. La critique Anne Tronche, en revanche, affirme de son côté que « le body art n'a cependant pas été une esthétique au sens exact du terme, comme en témoignent les différentes expressions utilisées par les artistes [eux-mêmes] pour qualifier leur projet ». Ce problème de vocabulaire n'est donc pas anodin.
En effet, dans les années 1980, l'expression body art devient, principalement aux États-Unis et par réappropriation ou détournement, synonyme de modification corporelle : tatouage, piercing, scarifications, etc., lesquelles permettent au corps de chaque individu d'être le lieu d'une expression qui n'a que peu à voir avec l'acte artistique — au sens de son unicité —, mais bien, d'une part, avec la notion de rite (anthropologiquement, dans les sociétés traditionnelles) et, d'autre part, avec les comportements culturels émergents ou de masse (dans les sociétés contemporaines, comme « phénomène de mode »).
Toutefois, le vocabulaire des modifications corporelles peut servir à décrire le travail de certains artistes qui utilisent leur propre corps comme vecteur d'expression durable et évolutif, et non plus simplement performatif. Le corps de l'artiste est aussi vu comme une zone de confluence entre différentes formes d'expression et techniques comme la vidéo, la danse, la musique, etc.

## Le corps en scène

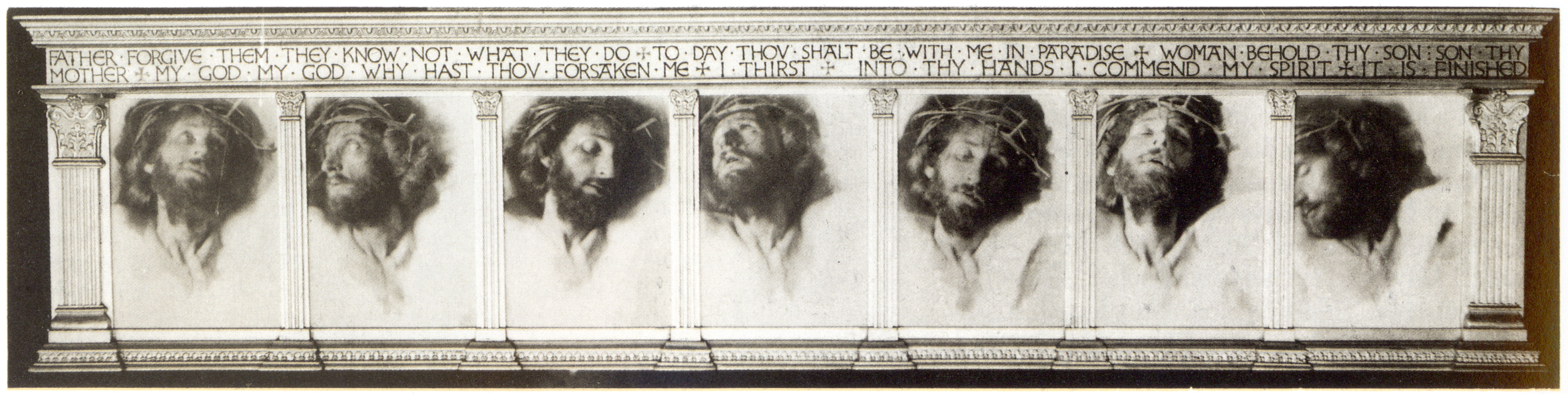
The Last Seven Words of Christ, suite d'autoportraits photographiques composée par Fred Holland Day (1898).

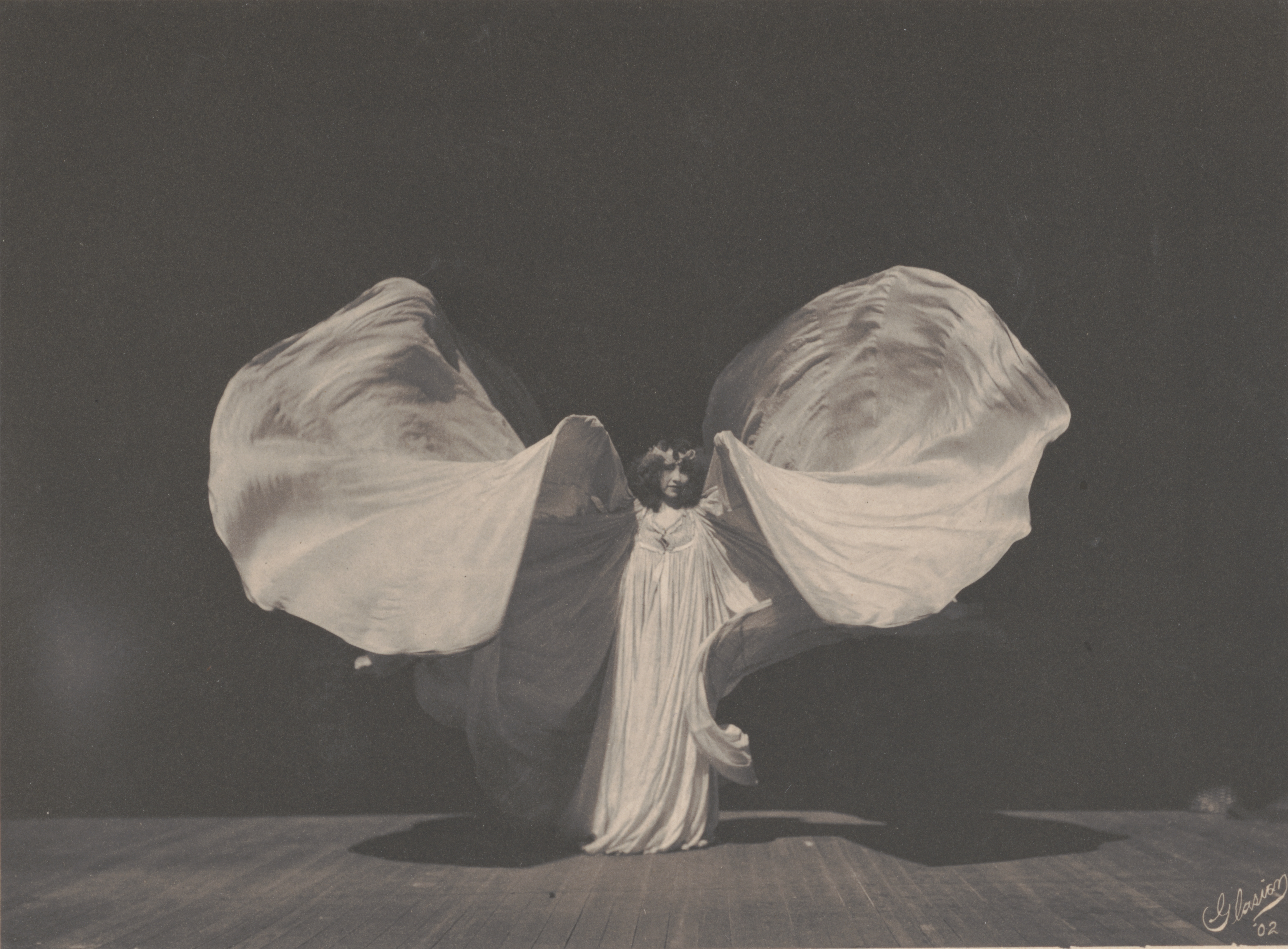
Loïe Fuller sur scène, photographie de Frederick W. Glasier (1902).

Durant la deuxième moitié du XIXe siècle, la photographie, mais aussi ce que nous appelons aujourd'hui le spectacle vivant — qui inclura le cinématographe — permettent l'émergence de fortes personnalités qui vont marquer durablement le paysage esthétique, et particulièrement le rapport au corps de l'artiste. Les avant-gardes occidentales, le modernisme « fin de siècle », en ses différents courants, tels que l'Arts & Crafts, le sécessionnisme munichois et viennois, l'art nouveau, permettent de décloisonner les différentes pratiques, de mettre en avant le langage corporel. Les frontières entre spectacle et ce que l'on appelle les arts majeurs ne sont plus étanches : toutefois, ce processus est lent, complexe et ne fait pas consensus au sein de la critique contemporaine.
Par exemple, photographiées, puis filmées, les compositions dansées de l'Américaine Loïe Fuller, ne sont pas réduites par la critique de l'époque à un simple numéro de music-hall ou de cabaret mais bien à une nouvelle forme d'expression artistique.
Inclassable, l'artiste Marcel Duchamp convoque dès les années 1920 son propre corps pour créer des œuvres : par exemple, Rrose Sélavy, qui existe aux yeux du public par les photographies de Man Ray mais aussi par des « objets » signés. Il déclarait à Pierre Cabanne : « Si vous voulez, mon art serait de vivre ; chaque seconde, chaque respiration serait une œuvre qui n'est inscrite nulle part, qui n'est ni visuelle ni cérébrale. C'est une sorte d'euphorie constante ».
Un autre aspect fondamental de ce changement de paradigme qui caractérise les dernières années du XIXe siècle est la montée d'une forme de réalisme exacerbé dans l'art : montrer aux publics la réalité du corps sans l'idéaliser, l'exposer, parfois dans toute sa crudité, au risque de la censure — il suffit ici d'évoquer certains tableaux de Gustave Courbet. Du corps obscène mais peint, au corps en scène simplement là, présent et face aux publics, le processus est très lent, et ce mouvement passe par différentes actions et notamment par l'utilisation de nouvelles techniques d'expression ou leur détournement. Déjà, Charles Baudelaire notait en son temps les rapports absolus entre le désir, le spectacle et l'art : « Dans un spectacle, dans un bal, chacun jouit de tous. Qu'est-ce que l'art ? Prostitution. Le plaisir d'être dans les foules est une expression mystérieuse de la jouissance de la multiplication du nombre ».

## Performance, événement, cérémonie, happening
C'est au Black Mountain College, au début des années 1950, que les premiers happenings ou performances firent leur apparition, attribuant aux artistes plasticiens un type de médium jusque-là réservé à la danse et au théâtre en particulier : il est alors possible pour un artiste de se mettre lui-même en scène, ou de mettre en scène un ensemble de performeurs.
Pierre Molinier, également dans les années 1950, a été un précurseur de l'art corporel.
À la suite de la libération sexuelle des années 1960, le corps devient un sujet central de travail pour un grand nombre d'artistes plasticiens, vidéastes, dont le médium d'expression le plus abouti, voire le plus extrême, a été la performance, à travers l'art corporel.
Dans les années 1970, l'artiste américano-cubaine Ana Mendieta, dont un thème récurrent dans l'œuvre est la violence contre le corps féminin, imprime son corps dans le sol. Dans la série Arbol de la Vida (arbre de vie), elle couvre son corps nu de boue et pose contre un arbre.

## Le développement de l'art corporel
Dans les années 1970, agissant souvent comme un faisceau d'actions artistiques, politiques et parfois subversives, une partie des artistes d'art corporel a repoussé certaines limites de représentation, en suscitant parfois les réactions négatives d'un public médusé.

### Exploration de la douleur
Une partie des artistes de l'art corporel explorent des pratiques parfois violentes et/ou sadomasochistes. En effet, avec Shoot (1971), Chris Burden se fait tirer dans le bras par un assistant. En 1975, Carolee Schneemann sort un rouleau de papier de son vagin dans sa performance Interior Scroll. La Messe pour un corps (1969), de Michel Journiac, une réinterprétation personnelle de la liturgie catholique, met en scène l'artiste et le boudin produit avec son propre sang. Gina Pane, elle, met en scène son corps dans sa dimension non neutre et allégorique, à la fois ludique et fragile, où les violences qu'elle s'inflige sont destinées à susciter une communication avec la psyché la plus profonde du spectateur.
On trouve également l'emploi de l'automutilation poussé à l'extrême chez certains artistes comme David Wojnarowicz (qui s'est cousu les lèvres) ou encore Marina Abramović. Hermann Nitsch a organisé des crucifixions d'animaux vivants, où des échos religieux et politiques se font ressentir.
Hervé Fischer, qui a été proche de Gina Pane, Michel Journiac et François Pluchart dans les années 1970, a souligné les résonances chrétiennes de la flagellation, la mortification, la punition dans l'art corporel, notamment dans l'actionnisme viennois et les performances de Michel Journiac. Il oppose cette résurgence biblique à un retour de la pensée et de la sensibilité grecque dans les arts scientifiques: empowerment du corps dans les performances de Stelarc, les manipulations génétiques d'Eduardo Kac, ainsi que dans la célébration actuelle de la beauté du corps - publicité, culturisme, naturisme, maquillage, chirurgie plastique.
Certaines actions d'ORLAN sont souvent assimilées à ces pratiques (l'une des dernières consistait à protester contre les canons de beauté imposés par la société aux corps féminins, en pratiquant la chirurgie esthétique : son manifeste de l'« art charnel » est suivi de neuf opérations chirurgicales — performances qu'elle réalise entre 1990 et 1993) malgré le fait qu'elle ne recherche pas la douleur et qu'elle ne se considère pas comme faisant partie du body art.

### Exploration de la jouissance, du désir et de la sexualité
Au-delà de la douleur simple, les artistes ont voulu explorer les pulsions. La sexualité, par les pulsions sexuelles en ce qu'elles mêlent pulsion de vie et pulsion de mort, allant vers l'autre et retenue préservatoire, pudeur et agression, violence et amour, montre un artiste écartelé pleinement humain et créatif. Le combat intérieur laisse indemnes les corps physiques mais rarement le psychisme des spectateurs.
Des années 1980 à nos jours, en France, on peut citer entre autres les performances de Jean-Louis Costes, où les corps sont recouverts de détritus, les happenings du peintre Nato, jouant du piano le nez dans l'anus d'une femme pour y trouver l'inspiration, et les actions rares de Lauranne.

### Exploration du genre
La problématique du genre, arrivée sur le devant de la scène au début des années 2000, a été mise en exergue par plusieurs artistes, dont Michel Fau ou Nath-Sakura. Cette dernière a utilisé son changement de sexe pour en faire surgir les métamorphoses artistiques.

## La séduction dans l'art corporel
Dans le body-art les artistes sont en quête perpétuelle de la séduction du spectateur. Les artistes ont le pouvoir de charmer le public. Ils vont donc chercher à les séduire en se posant la question suivante : qu’est ce qui nous séduit ? C’est alors que le texte séduction et art contemporain tiré du « journal des psychologues » répond à cette question en expliquant que cela touche à nos fantasmes « inaccessibles à notre conscience ». La séduction fonctionne comme un leurre pour nous combler et répondre à nos attentes sans pouvoir y renoncer. Il est donc possible de rapprocher le body art à un envoutement incarnant une passion narcissique. Cependant selon des auteurs c’est une « séduction perverse » voire une « fascination ».
Les œuvres des artistes agissent à la fois sur leurs fantasmes et sur ceux des spectateurs. L’artiste, se mettant en œuvre lui-même, créé un narcissisme personnel. Cependant en représentant ses fantasmes, il dévoile ceux des spectateurs, et créé donc un narcissisme impersonnel. « Avec le body art, nous passons de la représentation à l’agir-performance sur soi. L’artiste est à la fois son propre médium, son œuvre et son auteur. ». L’artiste prend son corps comme médium et comme œuvre, nous allons donc nous identifier à lui, plus qu’à ses performances.
Regarder une performance a un impact plus direct qu’une œuvre plastique, et entraine une pulsion scopique. Cette pulsion est considérée ici comme positive car elle pousse les spectateurs à voir toujours au-delà et c’est ce que recherchent le public en regardant une performance. De ce fait, une performance est « séduisante » car elle est éphémère et ne nous offre jamais deux fois la même expérience. Par exemple, The Artist is Present de Marina Abramovic nous offre une expérience unique.
La séduction se produit-elle par l’artiste lui-même ou par sa performance ? Un spectateur se retrouvant face à une performance body-arting , est confronté à un reflet d’un « idéal du moi », sujet auquel nous sommes tous attirés « En ce sens, une œuvre d’art à contempler nous tend un miroir qui réfléchit une image de notre idéal du moi. ».

## L'art corporel aujourd'hui
Après la volonté de décloisonnement des catégories artistiques et de renversement des valeurs bourgeoises fortement ancrée dans l'art corporel des années 1970, le mouvement a progressivement évolué vers des œuvres plus orientées vers les mythologies personnelles, comme chez Jana Sterbak, Lauranne, Rebecca Horn, Sebastian Bieniek, Youri Messen-Jaschin ou Javier Perez.
L'art corporel est désormais[Quand ?] un médium identifié et couramment employé par les plasticiens contemporains, tels que Gina Pane, mais également dans d'autres occasions sociales, où son impact symbolique est largement valorisé. Les théoriciens de l'art contemporain classent l'art corporel comme faisant partie des pratiques d'art action.